# Hormisda II
Hormisda II (em persa médio: 𐭠𐭥𐭧𐭥𐭬𐭦𐭣; romaniz.: Hormizd; em latim: Hormisda; em grego: Ορμισδας; romaniz.: Ormisdas; m. 309) foi um rei do Império Sassânida que reinou de 302/303 até 309. Foi antecedido por Narses, reinou por seis anos e foi sucedido por Sapor II.

## Nome
O teônimo Hormisda é a versão latina do persa médio Hormisde (𐭠𐭥𐭧𐭥𐭬𐭦𐭣; Hormizd), Ormasde (Ōhrmazd), Hormosde / Ormosde ((H)ormozd), Ormusde (Ormozd) ou Oramasde (Ohramazd), o nome da divindade suprema no zoroastrismo, cujo nome avéstico era Aúra-Masda (Ahura-Mazdāh). Foi registrao em persa antigo como Auramasda (Auramazdā), em grego como Hormisdas (Ορμίσδας, Ormísdas), Hormisdes (Ορμίσδης, Ormísdēs), Horomazes (Ωρομάζης, Oromázēs) e Hormisdates (Ορμισδάτης, Ormisdátēs), em árabe era Hormuz (هرمز), em armênio como Oramasde (Օրամազդ; Oramazd) e Ormisde (Որմիզդ, Ormizd) e em georgiano era Urmisde (ურმიზდი, Urmizd).